# Bitwa o Jad Mordechaj
Bitwa o Jad Mordechaj została stoczona pomiędzy żydowską organizacją paramilitarną Hagana a egipską armią o kibuc Jad Mordechaj w pierwszych dniach I wojny izraelsko-arabskiej (19-24 maja 1948). Wobec niemożności dalszej obrony, Hagana wycofała się oddając zniszczony kibuc Egipcjanom.

## Tło wydarzeń

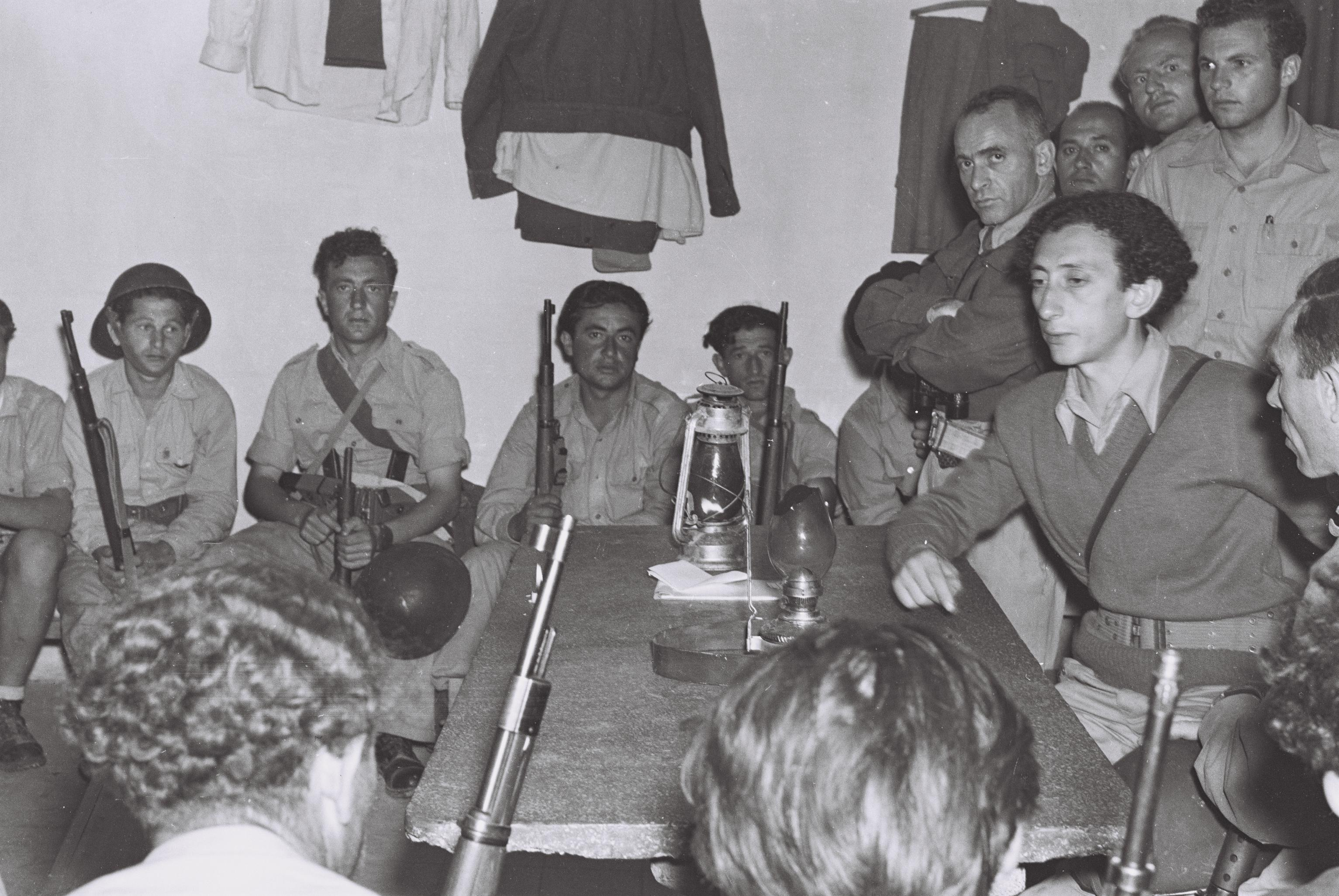
Narada obrońców kibucu Jad Mordechaj

Kibuc Jad Mordechaj był niewielką osadą rolniczą założoną w grudniu 1943 na strategicznym wzgórzu położonym w połowie drogi między Gazą a dzisiejszym Aszkelonem.
Gdy na wiosnę 1948 egipscy dowódcy wojskowy przygotowywali plany interwencji zbrojnej w ogarniętym wojną domową Mandacie Palestyny dostrzeżono strategiczne położenie przygranicznych żydowskich osiedli. Egipska armia planowała w pierwszej fazie wojny przeprowadzić natarcie w kierunku wioski al-Majdal. Jednak tempo natarcia było stosunkowo wolne, i do dnia 17 maja Egipcjanie zdołali dotrzeć jedynie do miasta Gaza. Głównodowodzący egipskim korpusem ekspedycyjnym, generał Ahmad Ali al-Muwawi założył w tym mieście swoją główną kwaterę i zarządził przegrupowanie sił, organizując linie zaopatrzenia. Na drodze realizacji dalszych planów natarcia stał kibuc Jad Mordechaj, do którego zdobycia wyznaczono zgrupowanie wojsk liczące 2,5 tys. żołnierzy. Były to dwa bataliony piechoty, wspierane przez batalion czołgów, batalion artylerii i lotnictwo.
Tymczasem żydowscy obrońcy kibucu wiedzieli o wcześniejszych walkach o położone bardziej na południu kibuce Nirim i Kefar Darom. Widząc w następnych dniach przegrupowujące się wojska egipskie, zgromadzenie mieszkańców kibucu podjęło decyzję o ewakuacji wszystkich kobiet i dzieci. Operacja ewakuacji została przeprowadzona w nocy z 18 na 19 maja przez żołnierzy z Brygady Negew. Konwój stanowiły trzy samochody pancerne oraz opancerzony autobus. Okrężną drogą, omijając z daleka arabskie wioski, ewakuowano 100 dzieci i 35 kobiet do kibucu Ruchama. W osadzie pozostało jedynie 110 mieszkańców (w tym 20 kobiet) i 20 żołnierzy z Brygady Negew (Palmach). Ich uzbrojenie stanowiło 75 karabinów, 300 granatów ręcznych, 2 moździerze (kaliber 52 mm), karabin maszynowy Browning M1919 (7,62 mm) oraz granatnik przeciwpancerny PIAT z 8 pociskami.

## Przebieg bitwy

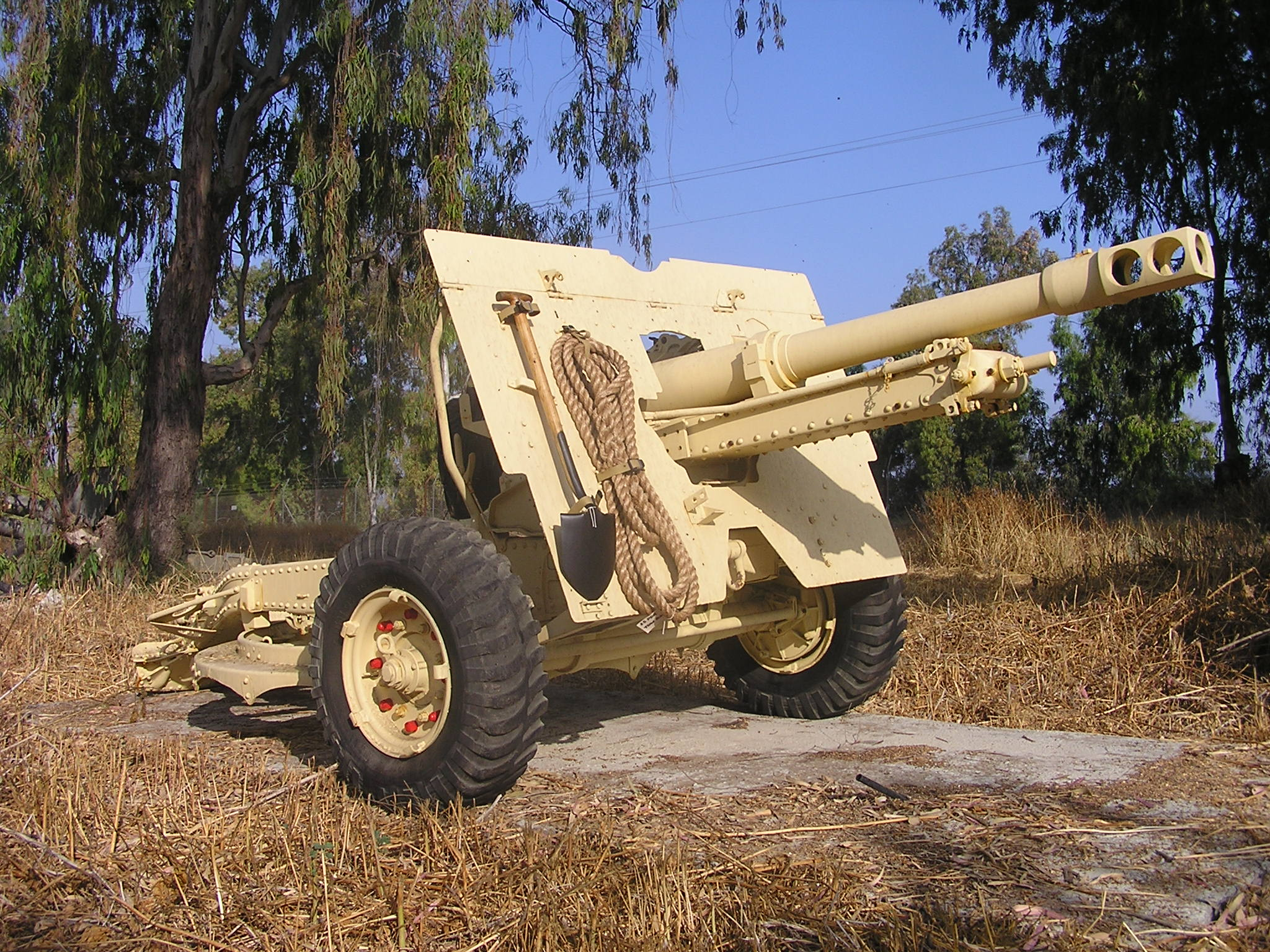
Jedna z egipskich armat wykorzystywana do ostrzału kibucu Jad Mordechaj

Egipcjanie przygotowywali się do szturmu na kibuc Jad Mordechaj przez dwa dni. Tuż po świcie 19 maja, egipska artyleria rozpoczęła ostrzał osady, a myśliwiec Spitfire przeprowadził bombardowanie. Po około godzinie egipski samolot rozrzucił nad kibucem ulotki wzywające w języku hebrajskim i angielskim czytelników do poddania się w ciągu godziny. Gdy to nie nastąpiło, Egipcjanie rozpoczęli ostrzał artyleryjski i zaatakowali zewnętrzne pozycje obronne. Po trzech godzinach walki obrońcy tego bunkra wycofali się do kibucu, natomiast Egipcjanie umieścili w nim karabin maszynowy Vickers oraz samochód pancerny Humber. Prowadzony stąd ogień pokrywał południową część kibucu. Wykorzystując tę przewagę ogniową, egipska piechota przystąpiła do głównego szturmu. Obrońcy podpuścili atakujących blisko ogrodzenia, i dopiero wówczas otworzyli zmasowany ogień, zadając nacierającym ciężkie straty. W ten sposób powstrzymano trzy kolejne szturmy. W tym dniu obrońcy stracili 5 zabitych i 11 rannych. Egipskie Radio Cair poinformowało wówczas o zdobyciu kibucu Jad Mordechaj.
W nocy do kibucu zdołał dotrzeć pluton Palmach z kolejnym granatnikiem PIAT i trzema karabinami maszynowymi. Następnego dnia ataki zostały wznowione od samego rana. Jeden atak przeprowadzono jednocześnie z trzech stron, dwa ataki przeprowadzono od przodu, a jeden atak od tyłu. Obrońcy stracili 13 zabitych i 20 rannych. Ogółem w ciągu dwóch pierwszych dni walk Egipcjanie stracili około 300 zabitych i rannych. W nocy żydowscy obrońcy wychodzili po kryjomu poza ogrodzenie kibucu i zbierali porzuconą egipską broń oraz amunicję.
Przez następne dwa dni Egipcjanie ograniczyli swoją aktywność do ostrzału artyleryjskiego i bombardowań z powietrza. Zabudowania osady zostały w ten sposób doszczętnie zniszczone, a obrońcy przemieszczali się po systemie rowów i wykopanych głębokich jam. 23 maja popołudniem Egipcjanie wznowili szturm. Tym razem w ataku uczestniczyło ponad tysiąc żołnierzy wspieranych przez lekkie czołgi Vickers Mk6 i pojazdy pancerne Humber i Dingo. Atak prowadzono jednocześnie z dwóch stron, wysadzając w pierwszym etapie część ogrodzenia od strony południowo-zachodniej. Zniszczeniu uległ wówczas karabin maszynowy Browning, który stanowił najskuteczniejsze narzędzie do powstrzymywania natarcia egipskiej piechoty. Po tym sukcesie, Egipcjanie wstrzymali natarcie i wznowili ostrzał artyleryjski. Jeden z pocisków trafił w magazyn, w którym było przechowywanych 150 min przeciwpiechotnych. Wybuch był tak silny, że szyby wypadły w oknach oddalonego o 11,5 km kibucu Dorot. Cały teren kibucu zasnuł się kurzem i dymem. Sytuację tę wykorzystały egipskie czołgi, które zniszczyły stanowiska obrony w południowej i zachodniej części kibucu. Gdy wieczorem ustały walki, obrońcy pozostawali prawie bez amunicji. Nie udały się wszelkie próby dostarczenia im posiłków i zaopatrzenia. W takiej sytuacji, w nocy z 23 na 24 maja, obrońcy wycofali się do kibucu Gewaram.
Rankiem 24 maja, Egipcjanie wznowili ostrzał artyleryjski opuszczonego kibucu. Po czterogodzinnym ostrzale, atakująca piechota zajęła pustą osadę.

## Reakcje i następstwa
Trwające przez sześć dni walki o kibuc Jad Mordechaj były w rzeczywistości wielką porażką egipskiej armii, która planowała zajęcie osady w ciągu trzech godzin. Egipcjanie ponieśli ciężkie straty 400 zabitych i rannych (wśród zabitych znajdowało się dwóch dowódców i jeden zastępca dowódcy kompanii). Egipskie wojsko poniosło również dotkliwe straty moralne. Natomiast strona żydowska, poza stratą zniszczonego doszczętnie kibucu, bitwę o Jad Mordechaj może traktować jako wielkie taktyczne zwycięstwo. Opóźniono marsz egipskich kolumn zmechanizowanych na północ. Ten czas pozwolił na lepszą organizację linii obronnych i dozbrajanie własnych oddziałów. Między innymi, zdołano w tym czasie zmontować cztery pierwsze myśliwce Avia S-199, które odegrały ważną rolę w dalszych działaniach wojennych.
Kibuc Jad Mordechaj został odbity z rąk egipskich 5 listopada 1948. Utworzono tutaj muzeum prezentujące przebieg bitwy o kibuc.